# إميلي سونيت
إميلي آن سونيت (من مواليد 25 نوفمبر 1993) هي لاعبة كرة القدم أميركية في مركز مدافعة وتلعب حاليا لواشنطن سبيريت في الدوري الوطني لكرة القدم للسيدات (NWSL). وهي عضوة في منتخب الولايات المتحدة لكرة القدم للسيدات.

## النشأة والتعليم
ولدت سونيت في ماريتا بجورجيا لأبوين بيل وجين سونيت. لديها أخت توأم، إيما، التي لعبت كرة القدم في جامعة جورجيا ‏.

### اتحاد شمال أتلانتا لكرة القدم (2003-2013)
بدأت سونيت، مع أختها، اللعب في اتحاد شمال أتلانتا لكرة القدم (NASA) في عام 2003. مع الاتحاد، حصلت سونيت على ألقاب بطولة كأس ولاية جورجيا المتتالية في عامي 2007 و 2008 وأيضًا لقب بطولة دوري المنطقة الثالثة في عام 2008. في سلسلة بطولة الولايات المتحدة الوطنية للشباب لكرة القدم 2011، احتل الاتحاد 12 إليت 2 المركز الثالث في ترتيب تحت 17 عامًا، واختيرت سونيت ضمن أفضل 11 لاعبًا تحت 17 عامًا.
في عام 2013، ساعدت سونيت، التي كانت تلعب في مركز خط الوسط، اتحاد شمال أتلانتا لكرة القدم 12 إيليت II في الفوز باللقب الوطني لأقل من 19 عامًا في بطولة الولايات المتحدة للشباب لكرة القدم 2013 في أوفرلاند بارك بالكانساس. في ختام البطولة، اختيرت لجائزة أفضل 11 لاعبًا تحت 19 عامًا وحصلت أيضًا على جائزة الكرة الذهبية كأفضل لاعبة في البطولة.

### كلية الزمالة المسيحية (2008 – 2012م)
درست سونيت في كلية الزمالة المسيحية في روزويل بجورجيا، وتخرجت في عام 2012.
في عام 2011 خلال موسم المبتدئين في سونيت، وصل فريق فتيات الزمالة كريستيان لكرة القدم إلى النهائي الرابع من بطولة الولاية من الدرجة الأولى، وخسر 0-2 أمام بطل الولاية النهائي، الكلية المشيخية الأولى ‏، في الدور نصف النهائي. في العام التالي، وصلت كلية الزمالة المسيحية، مع سونيت قائدةً، إلى مباراة بطولة ولاية جورجيا لعام 2012، وواجه مرة أخرى مدرسة الكلية المشيخية الأولى ‏ التي خسرت في النهاية بنتيجة 0-1. أنهت سونيت مسيرتها المهنية في كلية الزمالة المسيحية كأفضل هداف في المدرسة برصيد 113 هدفًا و 41 تمريرة حاسمة.
كما حصلت على لقب غاتوريد جورجيا للاعبة العام لكرة القدم فتيات لعام 2011-2012. كانت سونيت أول رياضية على الإطلاق من كلية الزمالة المسيحية تفوز بالجائزة. اختيرت سونيت أيضًا شاب كل أمريكا لعام 2011 (بالإنجليزية: Youth All-American) من قبل الرابطة الوطنية لمدربي كرة القدم الأمريكية (NSCAA) واختيرت أيضًا مرتين في فريق إي إس بي إن رايز الأول لكل أمريكا لعام 2011 و 2012.
في أوائل فبراير 2012، وقعت سونيت على خطاب النوايا الوطني ‏ للعب في جامعة فيرجينيا في خريف عام 2012 على منحة دراسية رياضية.

### جامعة فيرجينيا (2012-2015)
في موسمها الأول في عام 2012، فازت خيالة جامعة فرجينيا بلقب موسم تجمع ساحل الأطلسي ‏ العادي (ACC) ووصلت إلى دور الـ16 في بطولة الرابطة الوطنية لرياضة الجامعات لكرة القدم للسيدات لعام 2012. تم تسمية سونيت نفسها في فريق تجمع ساحل الأطلسي كل-الطلبة و كل-البطولة. على الرغم من أنها وُظفت لاعبة خط وسط، إلا أن سونيت انتقلت إلى مركز قلب الدفاع في وقت مبكر من سنتها الأولى بسبب إصابات مختلفة تركت خط دفاع جامعة فرجينيا عاريًا ولعبت في هذا المركز ما تبقى من مسيرتها الجامعية.
خلال موسمها الثاني، حصلت سونيت على هدفين و 5 تمريرات حاسمة وبدأت جميع المباريات الـ 26، حيث لعبت ما مجموعه 2،341 دقيقة وسجلت رقمًا قياسيًا في موسم واحد في جامعة فيرجينيا. عُينت أيضًا في الفريق الأول لفريق كل-تجمع ساحل الأطلسي. ساعدت سونيت في قيادة جامعة فيرجينيا إلى كأس الكلية ‏ الأول في 22 موسمًا، وخسرت في نصف نهائي البطولة بعد مضاعفة الوقت الإضافي أمام جامعة كاليفورنيا في ركلات الترجيح، 1–1 (2-4).
في عامها في فئة الشباب، لعبت سونيت مرة أخرى في جميع المباريات الـ 26 من بداياتها خلال موسم 2014 وحصلت على إجمالي 5 أهداف و 3 تمريرات حاسمة. تحصلت جامعة فيرجينيا على المركز الثاني في التنافس على لقب تجمع ساحل الأطلسي 2014، وخسرت بنتيجة 0-1 أمام ولاية فلوريدا. في ختام البطولة، عُينت سونيت في فريق تجمع ساحل الأطلسي كل-البطولة. خلال ربع نهائي بطولة الرابطة الوطنية لرياضة الجامعات للسيدات 2014 ‏، هزمت فيرجينيا حامل اللقب جامعة كالفورنيا نتيجة 2–1 وسجلت سونيت الهدف الافتتاحي في الدقيقة 33 لينهي في نهاية المطاف خط إغلاق جامعة كالفورنيا لمدة 969 دقيقة. في مباراة نصف النهائي ضد تكساس إيه آند إم ‏، سجلت سونيت مرة أخرى بضربة رأس من ركلة ركنية، مما أعطى جامعة فيرجينيا التقدم بنتيجة 2-1. هزمت جامعة فيرجينيا في النهاية تكساس إيه آند إم بنتيجة 3-1، وحصلت على مكان في أول نهائي كأس الكلية للسيدات بالجامعة. أنهت جامعة فيرجينيا موسمها بخسارة 0-1 أمام ولاية فلوريدا في البطولة الوطنية. ثم اختيرت سونيت كأفضل لاعب دفاعي في البطولة واختيرت أيضًا في الفريق الثالث الرابطة الوطنية لمدربي كرة القدم الأمريكية جميع الأمريكيين.
في عام 2015، عُينت سونيت قائدًا للفريق في بداية سنتها الأولى. في منتصف الموسم في أكتوبر 2015، حصلت سونيت على أول استدعاء لها وبدأت أول منصب لها (كقلب دفاع) لفريق كرة القدم الوطني للسيدات في الولايات المتحدة ضد البرازيل.
كانت جامعة فيرجينيا مرة أخرى وصيف بطل تجمع ساحل الأطلسي 2015، حيث خسرت بركلات الترجيح (6–7) بعد التعادل 2–2 أمام ولاية فلوريدا، وعُيِّنت سونيت مرة أخرى في فريق تجمع ساحل الأطلسي كل-البطولة. قادت جامعة فيرجينيا إلى الدور ربع النهائي من بطولة الرابطة الوطنية لرياضة الجامعات للسيدات 2015 ‏، وخسرت أمام جامعة روتجرز بعد انتهاء الوقت الإضافي في ركلات الترجيح (6-7). أنهت سونيت موسمها الأول في جامعة فيرجينيا بثلاثة أهداف وتمريرة واحدة واختيرت في نهائيات كأس هيرمان ‏. بالإضافة إلى ذلك، حصلت سونيت على لقب أفضل لاعب كرة قدم في إي إس بي إن للسيدات لعام 2015، ومرشح جائزة هوندا الرياضية، وفريق الرابطة الوطنية لمدربي كرة القدم الأمريكية الأول جميع الأمريكيين، ولاعب دفاع تجمع ساحل الأطلسي للعام، ومختار الفريق الأول جميع-تجمع ساحل الأطلسي.
غادرت سونيت شارلوتسفيل بفصل دراسي مبكرًا لدخول الدوري الوطني لكرة القدم للسيدات (NWSL) (بعد أن تمت صياغته باعتبارها الاختيار الأول من قبل نادي بورتلاند ثورنز في يناير 2016) لكنها في النهاية تخرجت بدرجة في علم الاجتماع من جامعة فيرجينيا.

### كوباربيرغس/غوتيبورغ (2020)
في 18 أغسطس 2020، بعد أن كانت غير قادر, على اللعب لأورلاندو، انضمت سونيت لنادي كوباربيرغس/غوتيبورغ الذي ينشط في الدوري السويدي لكرة القدم للسيدات (دامالسفينسكان) بعقد قصير الأجل حتى نوفمبر تشرين الثاني عام 2020. احتفظ أورلاندو بحقوق سونيت الدوري الوطني لكرة القدم للسيدات. بعد خمسة أيام، ظهرت لأول مرة في دامالسفينسكان، حيث بدأت بهزيمة بـ 3-0 أمام نادي روزنغارد. قدمت 10 مباريات في الدوري حيث فاز غوتيبورغ بأول لقب لها في دامالسفينسكان.

## المسيرة مع النوادي

### نادي بورتلاند ثورنز (2016-2019)
في 15 يناير 2016، اختار نادي بورتلاند ثورنز سونيت كأول اختيار شامل في مسودة كلية الدوري الوطني لكرة القدم للسيدات لعام 2016. ظهرت لأول مرة مع ثورنز في 17 أبريل 2016. جاء هدفها الاحترافي الأول في نصف نهائي بطولة الدوري الوطني لكرة القدم للسيدات مع ثورنز ضد ويسترن نيويورك فلاش، على الرغم من أن نادي فلاش واصل تسجيل هدف الفوز والفوز في النهاية بالبطولة.
سجل سونيت مرة أخرى في الدوري الوطني لكرة القدم للسيدات بعد الموسم في موسم 2017، وساعد فريق ثورنز على الفوز بنتيجة 4-1 على أورلاندو برايد في نصف النهائي. واستمروا في الفوز بالبطولة، حيث سجلت سونيت تمريرة حاسمة في هدف ليندسي هوران.
في عام 2018، ظهرت سونيت في 22 مباراة مع بورتلاند، وسجلت هدفًا واحدًا. وصل نادي بورتلاند إلى بطولة الدوري الوطني لكرة القدم للسيدات للسنة الثانية على التوالي، لكنه خسر أمام نورث كارولينا بنتيجة 3-0. عُيّنت في فريق الدوري الوطني لكرة القدم للسيدات لشهر مارس وأبريل. كانت سونيت واحدًا من أربعة لاعبين من بورتلاند ثورنز تم اختيارهم في الدوري الوطني لكرة القدم للسيدات Best XI وكان أحد المتأهلين للتصفيات النهائية لجائزة أفضل مدافع عن العام.

### إعارة لنادي سيدني (2017)

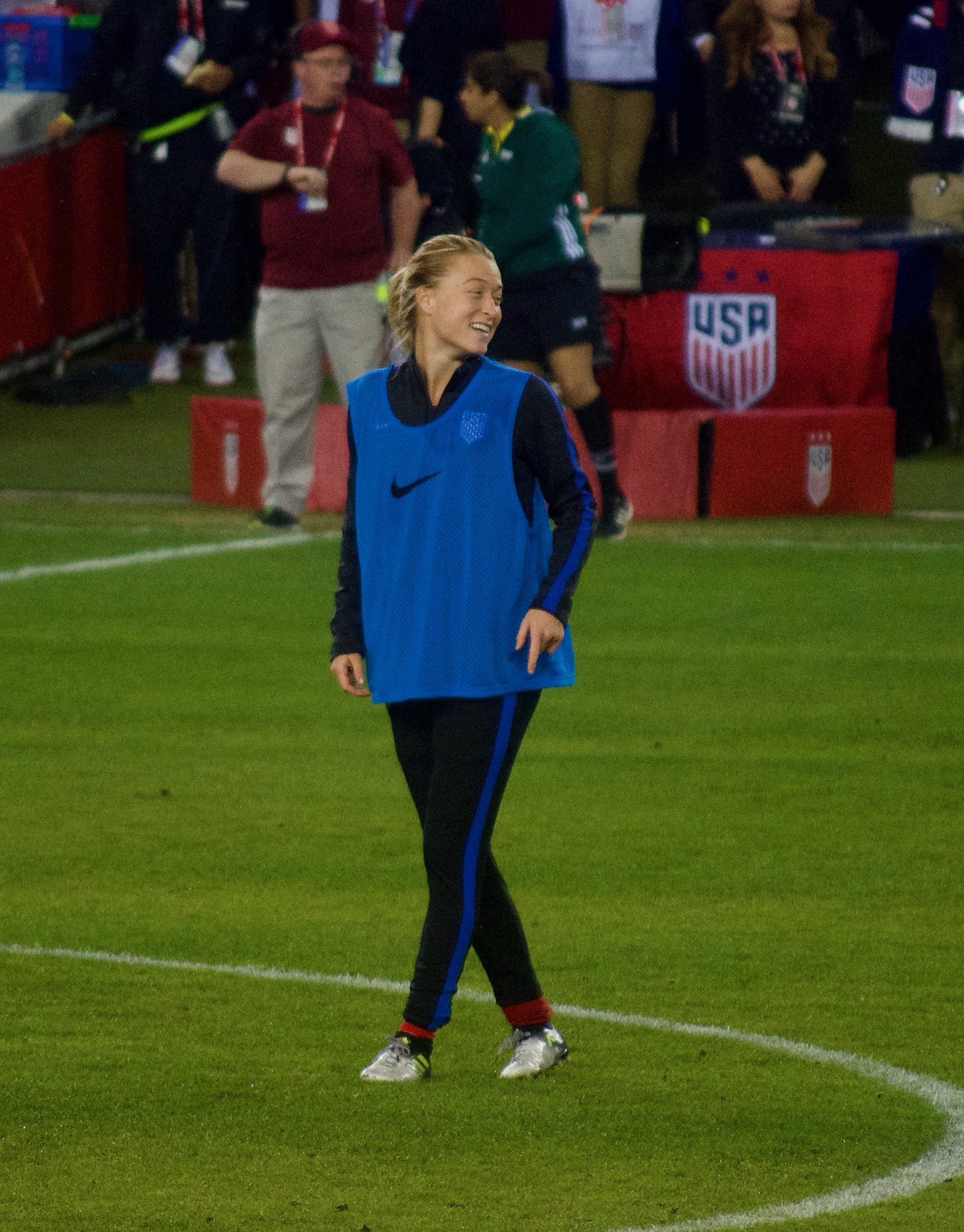
سونيت خلال الاستراحة الودية في 2017

في 24 أكتوبر 2017، أُعلن عن توقيع سونيت لنادي سيدني ‏ لموسم 2017–18 من الدوري الأسترالي للسيدات. في أول ظهور لها، سجلت ركلة جزاء. خلال الدور نصف النهائي ضد نيوكاسل جيتس ‏، ركضت من مربع إلى مربع لتساعد ليزا دي فانا في تحقيق هدف الفوز في الوقت الإضافي.

### نادي أورلاندو برايد (2020)
في 8 كانون الثاني (يناير) 2020، تم تداول سونيت إلى أورلاندو برايد جنبًا إلى جنب مع حقوق الدوري الوطني لكرة القدم للسيدات في كايتلين فورد واثنين من اختيارات المسودة في مقابل الاختيار العام رقم 1 في أورلاندو في مسودة كلية الدوري الوطني لكرة القدم للسيدات لعام 2020 ‏. في مارس 2020، أعلن الدوري الوطني لكرة القدم للسيدات عن تأخير غير محدد في بداية موسم 2020 بسبب جائحة فيروس كورونا. بدأ الدوري الوطني لكرة القدم للسيدات في النهاية بجدول أصغر لبطولة كأس التحدي للدوري الوطني لكرة القدم للسيدات 2020 ‏ في يونيو. ومع ذلك، في 22 يونيو، انسحب أورلاندو برايد من البطولة بعد اختبارات كوفيد-19 الإيجابية بين اللاعبين والموظفين.

## المسيرة الدولية

### منتخب الشباب (2011-2015)
في أبريل 2011، شاركت سونيت في برنامج التنمية الأولمبية للمنطقة الجنوبية الشرقية الثالثة في كوستاريكا. تلقت سونيت أول استدعاء لها في معسكر تدريب الولايات المتحدة تحت 18 كلاعبة وسط في يونيو 2011.
تلقت سونيت لستدعاءات من أجل معسكرات تدريب فريق كرة القدم الوطني للسيدات في الولايات المتحدة تحت 23 عامًا ‏ في أبريل وديسمبر 2013. في وقت لاحق مثلت الولايات المتحدة كقلب دفاع على منتخب تحت 23 سنة خلال بطولة الأمم الستة 2014 في مارس 2014. ظهرت سونيت في جميع المباريات الثلاث، وساعدت الفريق في النهاية على الفوز بلقب البطولة في النهائي ضد النرويج.
في فبراير 2015، ظهرت سونيت مرة أخرى في جميع المباريات الثلاث في بطولة الأمم الستة الدولية تحت 23 سنة لعام 2015 في لا مانجا بإسبانيا ‏ لمساعدة الفريق في الحصول على لقب البطولة الثاني على التوالي والعمل قائدةً في مباراتها ضد النرويج. على الرغم من أنه استدعيت سونيت إلى معسكر تدريب منتخب الولايات المتحدة لكرة القدم للسيدات U-23 في ليكوود رانش، فلوريدا ‏ في أبريل 2015، لم يُدرج اسمها في القائمة بطولة الأمم الأربع الدولية لبلدان الشمال التي عقدت في مايو 2015.

### الظهور الأول مع المنتخب الوطني الأول (2015)
في 16 أكتوبر 2015، تلقت سونيت أول استدعاء لها إلى منتخب الولايات المتحدة لكرة القدم للسيدات (USWNT) من جيل إليس. حصلت على أول مركز لها وبدأت (بينما كانت لا تزال طالبة في جامعة فيرجينيا ) في المنتخب الأمريكي للسيدات في 25 أكتوبر 2015 في مركز الظهير خلال مباراة ودية ضد البرازيل كجزء من جولة فوز المنتخب الأمريكي للسيدات بكأس العالم للسيدات لعام 2015. حصلت على ثلاث مباريات دولية أخرى مع المنتخب الأمريكي للسيدات قبل نهاية 2015 في مباريات ودية ضد ترينيداد وتوباغو والصين.

### 2016
في يناير 2016، انضمت سونيت إلى المنتخب الوطني في أول معسكر تدريبي له لهذا العام في مركز التدريب الوطني لكرة القدم الأمريكية في كارسون بكاليفورنيا وحصلت على بدايتها الثانية في مباراة ودية ضد جمهورية أيرلندا في نفس الشهر.
في فبراير 2016، اختيرت سونيت في قائمة المنتخب الأمريكي للسيدات لبطولة التصفيات الأولمبية الكونكاكاف لعام 2016 ‏، حيث لعبت في مبارتين من المباريات الخمس في البطولة. أدى فوز المنتخب الأمريكي للسيدات في الدور نصف النهائي على ترينيداد وتوباغو إلى تأهل الفريق لأولمبياد ريو 2016. ثم ذهب المنتخب الأمريكي للسيدات للفوز بلقب الكونكاكاف للعام الرابع على التوالي.
اختيرت سونيت في القائمة الخاصة بكأس شيبيليفز لعام 2016 التي أقيمت في مارس 2016. لعبت سونيت 90 دقيقة كاملة في المباراة الافتتاحية للبطولة ضد إنجلترا في 3 مارس 2016. ستستمر المنتخب الأمريكي للسيدات للفوز بكأس شيبيليفز لعام 2016 بعد هزيمة ألمانيا 2-1 في النهائي.
استدعيت سونيت إلى جميع المعسكرات التدريبية الثلاثة التي أقيمت في ربيع وصيف 2016 وأُدرج اسمها في قوائم المباريات الودية ضد كولومبيا واليابان وجنوب إفريقيا، حيث ظهرت بديلًا عن بيكي ساوربورن خلال إحدى المباريات الودية ضد كولومبيا.

### أولمبياد 2016
في يوليو 2016، أُدرجت سونيت بديلاً في المنتخب الأمريكي للسيدات في دورة الألعاب الأولمبية ريو 2016، جنبًا إلى جنب مع أشلين هاريس وسام مويس وهيذر أورايلي. تعادل المنتخب الأمريكي للسيدات ضد السويد في ربع النهائي ‏ لكنه خسر في النهاية بركلات الترجيح، 3-4، مما أدى إلى إقصائه من البطولة.

### ما بعد أولمبياد 2016
خلال الفترة المتبقية من عام 2016، استمر سونيت في كسب المباريات مع منتخب الولايات المتحدة لكرة القدم للسيدات، حيث ظهرت في مباريات ودية ضد تايلاند وهولندا وسويسرا.

### 2017
انسحبت سونيت من تناوب المنتخب الأمريكي للسيدات  لغالبية عام 2017 ولم تربح أي مركز دولي خلال السنة التقويمية. استدعيت سونيت لكل من المعسكرات التدريبية في يناير وفبراير وأُدرج اسمها في القائمة من أجل كأس شيبيليفز 2017 في مارس ولكنها لم تُشاهد تلعب في أي وقت. استبعدتها المدربة جيل إليسمن قائمة المنتخب الأمريكي للسيدات  بالكامل من أبريل إلى أكتوبر 2017. في نوفمبر، تلقت سونيت أول استدعاء لها منذ أكثر من ثمانية أشهر لمباريات ودية ضد كندا لكنها لم تكسب أي مباراة دولية.

### 2018
في يناير 2018، استدعيت سونيت إلى معسكرها التدريبي الثالث على التوالي في يناير مع منتخب الولايات المتحدة لكرة القدم للسيدات. ثم عادت إلى أرض الملعب من أجل المنتخب الأمريكي للسيدات  كبديل لتايلور سميث في مركز الظهير الأيسر في مباراة يناير الودية ضد الدنمارك، وحصلت على لقبها الثالث عشر في المنتخب الأمريكي للسيدات  (وظهورها الأول منذ أكثر من عام).
في فبراير، حضرت المعسكر التدريبي لكأس شيبيليفز وأُدرج اسمها في نهاية المطاف في القائمة المكونة من 23 لاعباً في كأس شيبيليفز لعام 2018 للعام الثالث على التوالي. ظهرت سونيت في مبارتين من مباريات المنتخب الأمريكي للسيدات  الثلاث في البطولة، وبدأت أول ظهور لها منذ أكثر من عام ولعبت 90 دقيقة كاملة ضد إنجلترا في نهائي البطولة في 7 مارس 2018. في أبريل، حصلت على مبارتين أساسيتين في مباراتين وديتين ضد المكسيك، لكن استبعدت من القائمة للمباريات الودية ضد الصين في يونيو.
حضرت سونيت المعسكر التدريبي لشهر يوليو المنتخب الأمريكي للسيدات  وأُدرج اسمها بعد فترة وجيزة في القائمة لبطولة الأمم لعام 2018 ‏. بدأت سونيت جميع المباريات الثلاث في مركز الظهير الأيمن خلال بطولة الأمم وسجلت تمريرة حاسمة لهدف أليكس مورغان في الدقيقة 26 ضد اليابان. أُختيرت سونيت أيضًا في القائمة المكونة من 20 لاعبة في بطولة الكونكاف للسيدات 2018 ‏ في سبتمبر. ظهرت في ثلاث من المباريات الخمس خلال البطولة، بما في ذلك المباراة (6-0 الفوز على جامايكا ) والتي أهلت في النهاية المنتخب الأمريكي للسيدات  لكأس العالم للسيدات 2019. أنهت سونيت عام 2018 مع ظهورها مع المنتخب الأمريكي للسيدات  في المباريات الودية الدولية ضد البرتغال واسكتلندا .

### 2019
حضرت سونيت المعسكر التدريبي المنتخب الأمريكي للسيدات  في يناير الذي أقيم في البرتغال وبدأت في المباريات الودية ضد فرنسا وإسبانيا في نفس الشهر. أُختيرت سونيت في القائمة المكونة من 23 لاعبًا من أجل كأس شيبيليفز لعام 2019 وظهرت بديلًا لكيلي أوهارا في اثنتين من ثلاث مباريات في البطولة.
في أبريل خلال المباراة الودية ضد أستراليا، بدأت سونيت ظهيرًا أيمنًا وسجلت تمريرات حاسمة لهدف توبين هيث في الدقيقة 53 وهدف مالوري بيو في الدقيقة 67. ظلت في قائمة المنتخب الأمريكي للسيدات  وظهرت بديلًا في مباريات وداع كأس العالم ضد جنوب إفريقيا والمكسيك في مايو 2019.

### كأس العالم للسيدات 2019 FIFA
في 2 مايو 2019، أُختيرت سونيت في القائمة المكونة من 23 لاعبة والتي مثلت الولايات المتحدة في كأس العالم للسيدات 2019 . حصلت سونيت على مباراة دولية واحدة في مباراة دور المجموعات الثانية ضد تشيلي، ودخلت المباراة في الدقيقة 82 لتحل محل آبي دالكيمبر. واصلت الولايات المتحدة هزيمة هولندا 2-0 في المباراة النهائية، وفازت بلقب كأس العالم متتاليين ولقب كأس العالم الرابع للمنتخب الوطني للسيدات للولايات المتحدة.

### ما بعد كأس العالم
شهدت سونيت المزيد من وقت اللعب خلال مباريات كأس العالم ودية Victory Tour، حيث ظهرت كظهير أيمن في أربع من المباريات الخمس وبدأت في ثلاث من هذه المباريات. في تشرين الثاني (نوفمبر)، استدعيت سونيت للمشاركة في أول معسكر تدريبي لفلاتكو أندونوفسكي ‏ المدرب الرئيسي لمنتخب الولايات المتحدة لكرة القدم للسيدات. لعبت كل 90 دقيقة كظهير في المباراتين الوديتين الدوليتين ضد السويد وكوستاريكا.

### 2020
حضرت سونيت معسكرها التدريبي الخامس على التوالي في يناير والذي أقيم في تامبا بولاية فلوريدا، وكان أول معسكر بقيادة أندونوفسكي. بعد معسكر يناير، أُختيرت في القائمة المكونة من 20 لاعبة لبطولة التصفيات الأولمبية النسائية الكونكاف لعام 2020 والتي أقيمت في أواخر يناير / أوائل فبراير 2020. ظهرت سونيت في 4 من أصل 5 مباريات خلال بطولة الكونكاف كظهير أيمن (تحولت إلى الظهير الأيسر باستبدالي كيلي أوهارا وعلي كريجر). تأهل المنتخب الأمريكي للسيدات  لدورة كرة القدم في الألعاب الأولمبية الصيفية 2020 – بطولة السيدات بفوزها على المكسيك وأُختيرت بطلات في ختام بطولة الكوتكاف للسيدات لعام 2020. أُختيرت سونيت أيضًا في القائمة المكونة من 23 لاعبًا لكأس شيبيليفز لعام 2020 ولعبت 90 دقيقة في المباراة ضد إسبانيا في مركز  الظهير الأيسر، مما ساعد المنتخب الأمريكي للسيدات  في الحصول على لقب البطولة في نهاية المطاف في 11 مارس 2020.
بسبب جائحة فيروس كورونا، ألغى اتحاد الولايات المتحدة لكرة القدم المباريات الودية الدولية التي نظمها المنتخب الأمريكي للسيدات  في أبريل. عاد فريق المنتخب الأمريكي للسيدات  للعب في نهاية المطاف في نوفمبر 2020 بفوزه على هولندا 2-0 في بريدا بهولندا، حيث لعبت سونيت في مركز الظهير الأيسر في الدقائق الأخيرة من المباراة.

### 2021 إلى الوقت الحاضر
في أوائل شهر يناير، استدعيت سونيت لحضور معسكر المنتخب الأمريكي للسيدات  السنوي الذي أقيم في أورلاندو . في ختام المعسكر، ظهرJ سونيت في المباراتين الوديتين الدوليتين كظهير مدافع ضد كولومبيا وسجلت تمريرة حاسمة لهدف ميغان رابينو خلال مباراة 22 يناير. في فبراير، أُختيرت واحدةً من 23 لاعبة لتمثيل الولايات المتحدة خلال كأس شيبيليفز 2021. ظهرت سونيت في جميع المباريات الثلاث خلال البطولة، حيث بدأت ولعبت 90 دقيقة كاملة ضد البرازيل كظهير أيمن. خلال المباراة النهائية للبطولة ضد الأرجنتين، استبدلت سونيت في الدقيقة 32 كيلي أوهارا ولعبت في مواقع الظهير الأيمن والظهير الأيسر وقلب الدفاع. لم يهزم المنتخب الأمريكي للسيدات  خلال البطولة وحقق لقبه الرابع في بطولة كأس شيبيليفز ‏ بفوزه 6-0 على الأرجنتين.

### أولمبياد 2020
في أواخر مارس 2020، أجلت اللجنة الأولمبية الدولية (IOC) وحكومة مدينة طوكيو دورة الألعاب الأولمبية الصيفية 2020 حتى صيف 2021 بسبب جائحة فيروس كورونا.
في يونيو 2021، أُختيرت سونيت في القائمة المكونة من 18 لاعبًا من قبل أندونوفسكي كرة القدم في الألعاب الأولمبية الصيفية 2020 – بطولة السيدات في طوكيو، اليابان.

## إحصائيات

### النوادي
آخر تحديث 6 يونيو 2021.
| النادي                      | موسم                             | الدوري          | الدوري  | الدوري  | الكأس الوطنية | الكأس الوطنية | التصفيات | التصفيات | القاري  | القاري  | المجموع | المجموع |
| النادي                      | موسم                             | قسم             | تطبيقات | الأهداف | تطبيقات       | الأهداف       | تطبيقات  | الأهداف  | تطبيقات | الأهداف | تطبيقات | الأهداف |
| --------------------------- | -------------------------------- | --------------- | ------- | ------- | ------------- | ------------- | -------- | -------- | ------- | ------- | ------- | ------- |
| بورتلاند ثورنز              | الدوري الوطني لكرة القدم للسيدات | 2016 ‏           | 15      | 0       | -             | -             | 1        | 1        | -       | -       | 16      | 1       |
| بورتلاند ثورنز              | الدوري الوطني لكرة القدم للسيدات | 2017 ‏           | 24      | 3       | -             | -             | 2        | 1        | -       | -       | 26      | 4       |
| بورتلاند ثورنز              | الدوري الوطني لكرة القدم للسيدات | 2018            | 20      | 1       | -             | -             | 2        | 0        | -       | -       | 22      | 1       |
| بورتلاند ثورنز              | الدوري الوطني لكرة القدم للسيدات | 2019 ‏           | 13      | 2       | -             | -             | 1        | 0        | -       | -       | 14      | 2       |
| بورتلاند ثورنز              | المجموع                          | المجموع         | 72      | 6       | 0             | 0             | 6        | 2        | 0       | 0       | 78      | 8       |
| سيدني إف سي ‏ (إعارة)        | الدوري الأسترالي للسيدات         | 2017–18         | 9       | 1       | -             | -             | 2        | 0        | -       | -       | 11      | 1       |
| أورلاندو برايد              | الدوري الوطني لكرة القدم للسيدات | 2020            | -       | -       | -             | -             | -        | -        | -       | -       | 0       | 0       |
| كوباربيرجز / جوتيبورج إف سي | دوري دامالسفينسكان لكرة القدم    | 2020 ‏           | 10      | 0       | 1             | 0             | -        | -        | 0       | 0       | 11      | 0       |
| واشنطن سبيريت               | الدوري الوطني لكرة القدم للسيدات | 2021            | 5       | 0       | 2             | 0             | 0        | 0        | -       | -       | 7       | 0       |
| المجموع الوظيفي             | المجموع الوظيفي                  | المجموع الوظيفي | 96      | 7       | 3             | 0             | 8        | 2        | 0       | 0       | 107     | 9       |

### الدولي
| الفريق الوطني              | السنة   | المباريات | الأهداف |
| -------------------------- | ------- | --------- | ------- |
| الولايات المتحدة الأمريكية |         |           |         |
| 2015                       | 4       | 0         |         |
| 2016                       | 8       | 0         |         |
| 2017                       | 0       | 0         |         |
| 2018                       | 14      | 0         |         |
| 2019                       | 14      | 0         |         |
| 2020                       | 6       | 0         |         |
| 2021                       | 12      | 0         |         |
| المجموع                    | المجموع | 58        | 0       |

### الظهور في كأس العالم
| المباراة                | التاريخ    | الموقع       | الخصم | اللعب                    | النتيجة | المرحلة          |
| ----------------------- | ---------- | ------------ | ----- | ------------------------ | ------- | ---------------- |
| كأس العالم للسيدات 2019 |            |              |       |                          |         |                  |
| 1                       | 2019-06-13 | باريس، فرنسا | تشيلي | دخول 82' (خروج دالكيمبر) | 3–0 فوز | مرحلة المجموعات ‏ |

### الظهور في الألعاب الأولمبية
| المباراة                                                    | التاريخ    | الموقع           | الخصم     | اللعب               | النتيجة | المرحلة                                                                          |
| ----------------------------------------------------------- | ---------- | ---------------- | --------- | ------------------- | ------- | -------------------------------------------------------------------------------- |
| كرة القدم في الألعاب الأولمبية الصيفية 2020 – بطولة السيدات |            |                  |           |                     |         |                                                                                  |
| 1                                                           | 2021-07-24 | سايتاما، اليابان | نيوزيلندا | من البداية          | 6-1 فوز | مرحلة المجموعات ‏                                                                 |
| 2                                                           | 2021-08-05 | كاشيما، اليابان  | أستراليا  | دخول 85' (خروج برس) | 4–3 فوز | كرة القدم في الألعاب الأولمبية الصيفية 2020 – بطولة السيدات – مرحلة خروج المغلوب |

## الحياة الشخصية
لسونيت و ليندسي هوران وكيتلين فورورد (زملائها السابقون في فريق بورتلاند ثورنز ) لديهم وشم مطابق.

## روابط خارجية
- إميلي سونيت على موقع الاتحاد الدولي (مؤرشف)  (الإنجليزية)
- إميلي سونيت على موقع إي إس بي إن إف سي (الإنجليزية)
- إميلي سونيت على موقع قاعدة بيانات كرة القدم.إي يو (الإنجليزية)
- إميلي سونيت على موقع ليكيب (الفرنسية)
- إميلي سونيت على موقع Soccerway.com (الإنجليزية)
- إميلي سونيت على موقع اللجنة الأولمبية الدولية (الإنجليزية)
- إميلي سونيت على موقع أوليمبيديا (الإنجليزية)